# Грегоріо Аместой
Грегоріо Аместой Куерехета (ісп. Gregorio Amestoy Querejeta; нар. 15 травня 1916, Ла-Карлота, Філіппіни — пом. 24 жовтня 1972) — іспанський футболіст філіппінського походження, півзахисник.

## Життєпис
Футбольну кар'єру розпочав у «Сарагосі» 21 січня 1934 року, в переможному (2:0) поєдинку Терсери проти Ельче. «Сарагоса» того сезону виборола путівку до Сегунди, а в 1940 році вперше в історії клубу вийшла до Прімери. У команді виступав до 1943 року, після чого перейшов до столичного «Атлетіко Авіасан». Останній поєдинок за «Сарагосу» провів у фіналі кубку Генералісімо, проти «Валенсії».
У столиці Іспанії тренувався під керівництвом Рікардо Самори. В «Атлетіко» виступав протягом трьох сезонів, став віце-чемпіоном Прімери сезону 1943/44 років.
У сезоні 1947/48 років він грав у «Хімнастіку» (Таррагона), дебютанта Прімери, у футболці якого виходив на поле в 3-х матчах чемпіонату.

## Досягнення

### Клубні
«Реал Сарагоса»
- Сегунда Дивізіон
  -  Чемпіон (1): 1935/36